# 埃米莉·坦普爾-伍德
埃米莉·坦普爾-伍德（英語：Emily Temple-Wood，1994年5月24日—）是一名英文維基百科的編輯和管理員，在維基上的用戶名為Keilana。她以努力對抗維基百科的性別偏誤而知名，在英文維基百科上創建了大量關於女科學家的條目。

## 早年
埃米莉為勞拉·坦普爾（Laura Temple）與安德魯·伍德（Andrew Wood）的女兒，出生於美國伊利諾伊州的芝加哥。大學時期埃米莉就讀於芝加哥洛約拉大學生物系，自2016年下半年起轉而進入美國中西大學醫學院就讀。

## 維基百科編輯
2005年，埃米莉在她10歲時第一次編輯維基百科，當時她創建一篇條目聲稱其妹妹「是一個愚蠢的笨蛋」，該條目立即就被刪除。
直到2007年，12歲的埃米莉在維基百科上創建了一個帳戶，開始對維基百科做出貢獻；由於她的女性身分，當時她就在網路上受到了騷擾。後來當她發現許多知名的女科學家在維基百科上都沒有條目時，便開始創建與擴展有關女科學家的條目，2012年，她建立了維基百科的女科學家專題。
2016年，埃米莉得到國際媒體廣泛的關注，她提及到了平時她每收到一封騷擾的電子郵件後，就在維基百科上創建一篇女科學家的條目。同年6月24日，由於長期以來對維基百科作出的貢獻，埃米莉和羅西·斯蒂芬森-戈德奈特共同獲得了2016年度的年度維基人獎項（Wikipedian of the Year）。

## 外部連結
- 官方网站
- 埃米莉·坦普爾-伍德在英文維基百科上的用戶頁 （页面存档备份，存于）
- 埃米莉·坦普爾-伍德的X（前Twitter）